# 普林斯頓評論
普林斯頓評論（The Princeton Review，缩写为TPR）是位於美國的一間公司，由約翰·凱斯曼（John Katzman）於1981年所創辦。 這間公司针对多項考試提供辅导以及練習；這些考試的分數被美國各大學所採用成為入學標準。這間公司百分之七十的營收是靠開設準備各項考試的補習班；该公司的學校排名也被全美各大學所採用。2014年8月1日被IAC旗下的Tutor.com買下。

## 考試項目
普林斯頓評論公司提供多樣考試辅导：

| - 普通教育發展證書（英語：General Educational Development，GED） - SAT（Scholastic Aptitude Test、Scholastic Assessment Test） - SAT Subject Tests - PSAT（Preliminary SAT/National Merit Scholarship Qualifying Test，PSAT/NMSQT） - 大学先修课程考試 (Advanced Placement Exams，AP Exams) - 美國大学考試（American College Testing；ACT） - 研究所入學考試（英語：Graduate Record Examination，GRE） - 法學院入學考試（英語：Law School Admissions Test，LSAT） - 研究生管理科入學考試（英語：Graduate Management Admission Test，GMAT） | - 醫學院入學考試（英語：Medical College Admission Test，MCAT） - 美國醫師執照考試（英語：United States Medical Licensing Examination，USMLE） - 托福（Test Of English as a Foreign Language，TOEFL） - 中學入學考試（英語：Secondary School Admission Test，SSAT） - 獨立學校招生考試（英語：Independent School Entrance Examination，ISEE） - 美國護理師/護士執照考試（英語：National Council Licensure Examination，NCLEX-RN） - 特殊教育入學考試（英語：Specialized High Schools Admissions Test，SHSAT） |

## 資料來源
1. ↑  Third Quarter Earnings 的存檔，存档日期2009-02-20.
2. ↑  . Wall Street Journal. 29 July 2014  [29 July 2014]. （原始内容存档于2014-09-29）.
3. ↑  Test preparation （页面存档备份，存于） at the Princeton Review website
4. ↑  More tests （页面存档备份，存于） at the Princeton Review website

## 外部連結
- 普林斯頓評論官方網站 （页面存档备份，存于）